# 우스펜스키 대성당
우스펜스키 대성당(핀란드어: Uspenskin katedraali; 스웨덴어: Uspenskijkatedralen)은 핀란드 헬싱키에 있는 핀란드 정교회 주교좌 성당이다. 수호성인은 성모 마리아(성모 안식)이다. 대성당의 이름은 고대 교회 슬라브어로 성모 안식을 의미하는 ‘우스페니에’(uspenie)라는 단어에서 유래했다. 설계는 러시아 건축가 알렉세이 고르노스타예프(1808–1862)가 맡았으나 대성당 공사는 그의 사후 1862년에 시작돼 1868년에 완공됐다.
대성당 지하에는 1914년부터 1917년까지 헬싱키 정교회 본당 주교 대리로 봉사했으며 사후 시성된 알렉산데르 호토비츠키의 이름을 딴 경당이 있다.
대성당은 시내가 내려다 보이는 카타나야노카 반도의 언덕 위에 자리잡고 있다. 대성당 뒷편에는 러시아 황제 알렉산드르 2세 기념 동상이 세워져 있다. 알렉산드르 2세는 대성당 축성 당시 핀란드 대공을 겸하고 있었다. 헬싱키 교구의 주교좌 성당인 이 성당은 핀란드 정교회의 대표적인 성당이면서 서유럽에서 가장 큰 정교회 성당이기도 하다.
2006년 약 516,000명의 관광객이 이 대성당을 방문했다. 대성당 입장료는 무료이다. 겨울에는 대성당이 월요일 휴무이다.

## 미디어
- KBS 1TV : 《걸어서 세계속으로》

## 같이 보기
- 헬싱키 대성당